# Piper PA-28 Cherokee
Пайпер PA-28 Черокі (Piper PA-28 Cherokee) — сімейство легких літаків виробництва Piper Aircraft призначених для навчання, авіатаксі та особистого використання. За конструкцією — одномоторний поршневий суцільнометалевий низькоплан із тягнутичим гвинтом та триопорним шасі із носовим колесом, що прибирається чи не прибирається у польоті (залежно від модифікації). Усі літаки серії оснащені одними дверима розташованими з боку другого пілота (справа) з виходом на крило.
Серійне виробництво розпочалось у 1960-тих роках і триває досі, випускаються модифікації Piper Archer LX, Archer DX та PA-28-161 Warrior III.

## Варіанти
PA-28-140 Cherokee Cruiser
Двомісний, з шасі що не прибирається, оснащений двигуном Lycoming O-320-E2A чи O-320-E3D потужністю 150 к.с. (112 кВт).
PA-28-150 Cherokee
Чотиримісний, з шасі що не прибирається у польоті, оснащений поршневим двигуном Lycoming O-320-A2B чи O-320-E2A потужністю 150 к.с. (112 кВт). Вперше сертифікований 2 червня 1961 року.
PA-28-151 Cherokee Warrior
Чотиримісний, з шасі що не прибирається у польоті, оснащений поршневим двигуном Lycoming O-320-E3D потужністю 150 к.с. (112 кВт). Серед змін відносно моделі PA-28-150 Cherokee — конічне крило.
PA-28-160 Cherokee
Чотиримісний, з шасі що не прибирається у польоті, оснащений поршневим двигуном Lycoming O-320-B2B або O-320-D2A потужністю 160 к.с. (119 кВт).
PA-28-161 Warrior II
Чотиримісний, з шасі що не прибирається у польоті, оснащений поршневим двигуном Lycoming O-320-D3G або O-320-D2A потужністю 160 к.с. (119 кВт). Основною відмінністю від моделі PA-28-160 є конічне крило.
PA-28-161 Warrior III
Чотиримісний, з шасі що не прибирається у польоті, оснащений поршневим двигуном Lycoming O-320-D3G потужністю 160 к.с. (119 кВт).
PA-28-180 Cherokee
Чотиримісний, з шасі що не прибирається у польоті, оснащений поршневим двигуном Lycoming O-360-A3A або O-360-A4A потужністю 180 к.с. (134 кВт).

PA-28RT-201T Turbo Arrow IV
Чотиримісний варіант із шасі, що прибирається у польоті, оснащений двигуном Continental TSIO-360-FB із турбонаддувом потужністю 200 к.с. (149 кВт) та Т-подібним хвостовим оперенням.
Archer DX
Чотиримісний, із шасі що не прибирається у польоті, оснащений поршневим дизельним двигуном Continental CD-155 із турбонаддувом потужністю 155 к.с. (116 кВт).

## Специфікації
Для модифікації РА-28-201Т Turbo Dakota 
Джерело: 
Основні характеристики
- Екіпаж: 1
- Пасажиромісткість: 3
- Довжина: 8,33 м
- Висота: 2,52 м
- Розмах крила: 10,80 м

- Площа крила: 15,79 м²
- Маса порожнього: 767 кг
- Максимальна злітна маса: 1317 кг
- Силова установка: 1 × ПД Teledyne Continental TSIO-360-FB  200 к. с. ( )

Льотні характеристики
- Максимальна швидкість: 330 км/год
- Крейсерська швидкість: 285 км/год
- Практична дальність: 1665 км
- Практична стеля: 6095 м